# Амстель, Ян ван
Ян ван Амстель или Ян де Холландер (нидерл. Jan van Amstel; ок. 1500, Амстердам — ок. 1542)
— фламандский художник, представитель Северного Возрождения.

## Биография
Нидерландского происхождения. В городских книгах записан как Ян Ван Амстель Артсоне. Вероятно, старший брат Питера Артсена и зять Питера Кука ван Альста.
Около 1528 года переехал в Антверпен и был принят в гильдию святого Луки этого города. Женился на Адриане ван Доорнике, которая после его смерти снова вышла замуж и в 1544 году родила будущего художника Гиллиса ван Конингсло.
Предшественник Питера Брейгеля. Писал картины на религиозные темы и жанровые полотна, изображающие сцены в тавернах и др.
Умер в Антверпене.

## Избранные работы
- «Христос входит в Иерусалим» (1540, Галерея, Штутгарт),
- «Легенда святого Кристофера»,
- «Кормление пяти тысяч» (Музей замка Целле[нем.], Брюнсвик),
- «Се — человек» (Рейксмюсеум, Амстердам),
- «Голгофа» (Лувр и Галерея Дориа-Памфили, Рим),
- «Жертвоприношение Авраама» (Лувр)